# Magnus (évêque)
Pour les articles homonymes, voir Magnus.
L'évêque Magnus I, ou Mauno, a été l'évêque catholique romain de Turku entre 1291 et 1308. Il a été le premier évêque connu à être né en Finlande. Il a également aidé à finir la christianisation de la Finlande qui avait été commencée par Henri d'Uppsala.
En 1300, l'évêque Magnus transféra les reliques d'Henri de Nousiainen vers Turku durant une période de consolidation du pouvoir religieux et séculaire dans le nord de l'Europe médiévale.